# Alain Kruger
Pour les articles homonymes, voir Kruger.
Alain Kruger (pron. /alε̃kʀyʒεʀ/), né à Oran, est un journaliste français, producteur de radio, de télévision et de cinéma.
Producteur éditorial du Cercle et du Cercle Séries sur Canal+ , Alain Kruger a été directeur rédacteur en chef de magazines (7 à Paris, L'Autre Journal, Première et Vidéo 7). Il a également été "Monsieur Cinéma" pour LCI et France 24, producteur radiophonique à France Culture (On ne parle pas la bouche pleine ! et interviewer pour l'émission À voix nue) et à Arte Radio.

## Biographie
Il arrive à Paris avec sa famille en septembre 1967. Après des études de sciences économiques et des débuts dans la publicité, Alain Kruger rejoint en 1982, comme éditeur délégué, le guide de spectacle 7 à Paris.

### Un début de carrière dans la Presse
En mai 1986, il négocie la vente de 7 à Paris au groupe Filipacchi et en devient le directeur et rédacteur en chef. En novembre 1986, il transforme le guide en un magazine culturel.
Il quitte 7 à Paris en 1991 et prend en 1992 la direction de L'Autre journal, succédant à Michel Butel son créateur.
Pendant l'été 1993 il crée, avec Stéphane de Rosnay et Diastème, le journal parodique Infos du Monde, inspiré de l'hebdomadaire américain Weekly World News. Le premier numéro sortira en janvier 1994.
En décembre 1993, il devient directeur et rédacteur en chef de Première, au sein du groupe Hachette Filipacchi. Anne-Marie Couderc le remplace par Patrick Mahé le 11 septembre 2001.

### Années 2000: la télévision
Le même jour il débute à la télévision en présentant LCInéma, une émission sur l'actualité du cinéma pour la chaîne LCI (co-animée par Sophie Soulignac).
En 2003, il est le producteur éditorial du Journal du Cinéma sur Canal +.
De septembre 2002 à juin 2007, il collabore comme producteur éditorial à l'émission 7 jours au Groland sur Canal +.
En janvier 2005, Jean-Baptiste Jouy, directeur des programmes de Canal + et Stéphane Simon, producteur de Téléparis, lui confient la production éditoriale d'une nouvelle émission de débat critique sur l'actualité du cinéma, Le Cercle. Il occupe cette fonction sans discontinuer jusqu'à aujourd'hui.
En 2007, il devient conseiller éditorial de Ce soir (ou jamais !), émission de France 3 animée par Frédéric Taddéi.
De 2008 à 2009, il est "Monsieur cinéma" sur France 24.
En 2012, il produit avec Michael Gentile L'amour dure trois ans le premier long métrage de Frédéric Beigbeder, avec Louise Bourgoin, Gaspard Proust, Joey Starr et Jonathan Lambert.

### Années 2010: la radio
De 2011 à 2012, il tient la chronique Ciné Qua Non dans La Matinale de Christophe Bourseiller sur France Musique.
En juillet 2011, il crée sur France Culture On ne parle pas la bouche pleine, une émission de curiosité culturelle et gastronomique sur "le monde vu du ventre", dont il sera pendant 7 ans l'animateur-producteur,,,. D'abord entouré de France Oberkampf et Bruno Verjus, jusqu'en 2013, puis seul avec un invité. L'émission disparaît de la grille à la rentrée de septembre 2018.
Sur France Culture, il collabore régulièrement à l'émission A voix Nue.
En 2019, il réalise des entretiens pour la série d'Arte radio Transmission.

### Expériences au Cinéma
Depuis 2006 il a interprété plusieurs petits rôles dans des longs-métrages.
En 2020 il est le commissaire de l'exposition Louis De Funès à la Cinémathèque Française et directeur d'ouvrage, avec Thibault Bruttin, du livre Louis De Funès, à la folie (édition de La Martinière).

## Filmographie

### Comme réalisateur
- 2013 : Écrire ou Filmer, coréalisé avec Marthe Le More

### Comme producteur
- 2011 : L'amour dure trois ans de Frédéric Beigbeder

### Comme acteur
- 1986 : Cinématon #752 de Gérard Courant
- 1987 : La Rédaction de 7 à Paris, Portrait de groupe #55 de Gérard Courant
- 2006 : Quand j'étais chanteur de Xavier Giannoli
- 2010 : Ensemble, nous allons vivre une très, très grande histoire d'amour... de Pascal Thomas
- 2011 : La guerre est déclarée de Valérie Donzelli: Le docteur Harry - l'anésthésiste de Necker
- 2011 : L'amour dure trois ans (de Frédéric Beigbeder: Le docteur
- 2012 : Superstar de Xavier Giannoli: Journaliste radio
- 2012 : Le Mentor de Jean-Pierre Mocky: Le banquier
- 2014 : Valentin Valentin de Pascal Thomas: Le conducteur maladroit
- 2015 : Un Français de Diastème: Patron banque alimentaire